# WEC 45
WEC 45: Cerrone vs. Ratcliff（ダブリューイーシー・フォーティファイブ：セラーニ・ヴァーサス・ラトクリフ）は、アメリカ合衆国の総合格闘技団体「WEC」の大会の一つ。2009年12月19日、ネバダ州ラスベガスのザ・パールで開催された。

## 大会概要
メインイベントのライト級戦ではドナルド・セラーニがエド・ラトクリフをチョークスリーパーで破った。
UCMMAフェザー級王者ブラッド・ピケット、キャリア8戦全勝のエリック・コクがWECデビュー。

## 試合結果

### プレリミナリィカード
第1試合 フェザー級 5分3R
○  エリック・コク vs.  ジャミール・"ザ・サージェント"・マスー ×
3R終了 判定3-0（30-27、30-27、30-27）
第2試合 バンタム級 5分3R
○  ブラッド・ピケット vs.  カイル・ディーツ ×
2R 4:36 ペルヴィアン・ネクタイ
第3試合 フェザー級 5分3R
○  ブランドン・ヴィッシャー vs.  コートニー・バック ×
1R 4:45 TKO（レフェリーストップ：パウンド）
第4試合 バンタム級 5分3R
○  チャド・ジョージ vs.  ジョン・ホスマン ×
3R終了 判定3-0（30-27、30-27、30-27）
第5試合 ライト級 5分3R
○  ザック・ミッケルライト vs.  ムーシン・コーブリー ×
3R終了 判定3-0（30-27、30-27、30-27）
第6試合 ライト級 5分3R
○  バート・パラゼウスキー vs.  アンソニー・ペティス ×
3R終了 判定2-1（30-27、27-30、29-28）

### メインカード
第7試合 バンタム級 5分3R
○  スコット・ヨルゲンセン vs.  水垣偉弥 ×
3R終了 判定3-0（29-28、29-28、29-28）
第8試合 バンタム級 5分3R
○  ジョセフ・ベナビデス vs.  ハニ・ヤヒーラ ×
1R 1:35 TKO（レフェリーストップ：パウンド）
第9試合 ライト級 5分3R
○  アンソニー・ジョクアーニ vs.  クリス・ホロデッキー ×
1R 3:33 TKO（レフェリーストップ：右ハイキック→パウンド）
第10試合 ライト級 5分3R
○  ドナルド・セラーニ vs.  エド・ラトクリフ ×
3R 3:47 チョークスリーパー

### 各賞
ファイト・オブ・ザ・ナイト：ドナルド・セラーニ vs. エド・ラトクリフ
ノックアウト・オブ・ザ・ナイト：アンソニー・ジョクアーニ
サブミッション・オブ・ザ・ナイト：ブラッド・ピケット
各選手にはボーナスとして10,000ドルが支給された。
ファイト・オブ・ザ・ナイト（2nd）：スコット・ヨルゲンセン vs. 水垣偉弥
各選手にはボーナスとして5,000ドルが支給された。